# Adipocira
La adipocira, también conocida como saponificación o cera cadavérica, es una sustancia similar a la cera orgánica formada por la hidrólisis anaeróbica bacteriana en la grasa del tejido, tales como la grasa corporal en cadáveres. En su formación, la putrefacción se sustituye por un firme molde permanente de los tejidos grasos, órganos internos y la cara.

## Historia
La adipocira fue descrita por primera vez por Sir Thomas Browne en su discurso Hydriotaphia, Urn Burial (1658):

En un cuerpo de Hydropicall, diez años enterrado en un patio de la Iglesia, nos encontramos con una concreción grasa, donde el salitre de la Tierra, y la sal y licores del cuerpo, había coagulado grandes trozos de grasa, en la consistencia del más duro jabón de Castilla: de qué parte permanece con nosotros.

El proceso químico de formación de la adipocira o saponificación, llegó a ser entendido en el siglo XVII, cuando los microscopios estuvieron ampliamente disponibles.
En 1825, el médico y profesor Augustus Granville obtuvo (se cree que sin saberlo) velas hechas de la adipocira de una momia y los utilizó para iluminar la conferencia pública que dio para informar sobre la disección de la momia. Granville aparentemente pensó que el material ceroso de la que hizo las velas había sido utilizado para preservar la momia, en lugar de que sea un producto de la saponificación del cuerpo momificado.
El cuerpo de la "Soap Lady", cuyo cadáver se volvió en sí de adipocira, se muestra en el Museo Mütter de Filadelfia, en Pensilvania.

## Apariencia
La adipocira es un material ceroso desmenuzable, insoluble en agua, que consiste principalmente en ácidos grasos saturados. Dependiendo de si se forma a partir de grasa corporal blanca o marrón, la adipocira será blanca grisácea o de color marrón.
El aspecto de la adipocira varía según su evolución: la adipocira reciente es untuosa, viscosa, no homogénea (se pueden apreciar otros tejidos). La adipocira antigua es dura, seca, granulosa y quebradiza.
En los cadáveres, la firma del molde de adipocira permite cierta estimación de la forma del cuerpo y los rasgos faciales, y las lesiones son a menudo bien conservadas.

## Formación
La transformación de las grasas en adipocira se produce mejor en un ambiente que tenga una ausencia de oxígeno y altos niveles de humedad, como en suelo húmedo, en lodo en el fondo de un lago o en un ataúd sellado, y puede ocurrir tanto en embalsamados como en cuerpos no tratados. La formación de adipocira comienza dentro de un mes después de la muerte y, en ausencia de aire, puede persistir durante siglos. La formación de adipociras conserva el hemisferio izquierdo del cerebro de un niño del siglo XIII de tal manera que los surcos, circunvoluciones, e incluso cuerpos de Nissl en la corteza motora, podían distinguirse en el siglo XX. El proceso siempre comienza desde el exterior al interior, y se va extendiendo por el resto del cuerpo. Los órganos internos apenas sufren la transformación, por lo que se pudren.
Los cadáveres de las mujeres, niños y personas con sobrepeso son particularmente propensos a la formación de adipocira porque contienen más grasa corporal.  En la ciencia forense , la utilidad de la formación de adipocira reside en que ayuda para estimar el intervalo post mortem, pero es limitada debido a la velocidad del proceso que depende de la temperatura. Se acelera por el calor, pero las temperaturas extremas la impiden.